# Sofja Andrejewna Schuk
Sofja Andrejewna Schuk (russisch Софья Андреевна Жук; englische Schreibweise Sofya Zhuk; * 1. Dezember 1999 in Moskau) ist eine russische Tennisspielerin.

## Karriere
Schuk begann mit fünf Jahren das Tennisspielen und bevorzugt Rasenplätze. Sie spielt überwiegend Junioren- und ITF-Turniere, wo sie bislang sechs Titel im Einzel gewann.
2015 gewann sie den Juniorinnen-Titel in Wimbledon; im Finale besiegte sie ihre Landsfrau Anna Blinkowa mit 7:5 und 6:4.

## Turniersiege

### Einzel
| Nr. | Datum            | Turnier             | Kategorie   | Belag     | Finalgegnerin      | Ergebnis       |
| --- | ---------------- | ------------------- | ----------- | --------- | ------------------ | -------------- |
| 1.  | 11. Oktober 2014 | Schymkent           | ITF $10.000 | Sand      | Margarita Lasarewa | 6:2, 6:4       |
| 2.  | 14. Februar 2016 | Scharm asch-Schaich | ITF $10.000 | Hartplatz | Julia Terziyska    | 6:2, 6:1       |
| 3.  | 27. August 2016  | Cali                | ITF $10.000 | Sand      | Harmony Tan        | 6:2, 6:4       |
| 4.  | 30. Oktober 2016 | Tampico             | ITF $50.000 | Hartplatz | Warwara Flink      | 6:4, 6:3       |
| 5.  | 21. Mai 2017     | Naples              | ITF $25.000 | Sand      | Taylor Townsend    | 6:4, 7:63      |
| 6.  | 22. Juli 2017    | Bursa               | ITF $60.000 | Sand      | İpek Soylu         | 4:6, 6:3, 7:65 |